# Sous-district de Qianmen
Le sous-district de Qianmen (chinois : 前门街道 ; pinyin : Qiánmén jiēdào) est une subdivision du district de Dongcheng, dans le centre de Pékin, en Chine.
Le sous-district tire son nom de Qianmen, ancienne porte de la ville située au sud de la place Tian'anmen. Il est, parmi les dix-sept sous-districts constitutifs du district de Dongcheng, le plus petit par la superficie. Il est également le moins peuplé.

## Communautés résidentielles
Le sous-district de Qianmen est divisé en neuf communautés résidentielles (chinois : 社区 ; pinyin : shèqū).
| Nom              | Chinois        | Pinyin                 | Population | Superficie (km²) |
| ---------------- | -------------- | ---------------------- | ---------- | ---------------- |
| Qianmendongdajie | 前门东大街社区 | Qiánméndōngdàjiē shèqū |            |                  |
| Damochangdiyi    | 打磨厂第一社区 | Dǎmóchǎngdìyī shèqū    |            |                  |
| Damochangdi'er   | 打磨厂第二社区 | Dǎmóchǎngdì'èr shèqū   |            |                  |
| Xianyukou        | 鲜鱼口社区     | Xiānyúkǒu shèqū        |            |                  |
| Qingyun          | 青云社区       | Qīngyún shèqū          |            |                  |
| Dajiang          | 大江社区       | Dàjiāng shèqū          |            |                  |
| Bingjiaochang    | 冰窖厂社区     | Bīngjiàochǎng shèqū    |            |                  |
| Caochangxi       | 草厂西社区     | Cǎochǎngxī shèqū       |            |                  |
| Caochangdong     | 草厂东社区     | Cǎochǎngdōng shèqū     |            |                  |
|                  |                | Total                  | 12 924     | 1,10             |